# Никоновская (Тарногский район)
Никоновская — деревня в Тарногском районе Вологодской области.
Входит в состав Тарногского сельского поселения (с 1 января 2006 года по 8 апреля 2009 года входила в Озерецкое сельское поселение), с точки зрения административно-территориального деления — в Озерецкий сельсовет.
Расстояние до районного центра Тарногского Городка по автодороге — 17 км. Ближайшие населённые пункты — Окатовская, Киривановская, Огудалово, Степановская, Баклановская, Михайловская.
По переписи 2002 года население — 31 человек (14 мужчин, 17 женщин). Всё население — русские.